# 멜로디야
멜로디야(러시아어: Мелодия)는 러시아의 레코드 레이블이다. 과거 소련의 국영 주요 음반사였다.

## 역사
멜로디야는 1964년에 설립되었다. 소련 장관 소비에트에서 발표한 결의안에 따라 "소련 문화부 전연방 음반 회사 멜로디야"로 설립되었다. 멜로디야는 소련 전역의 수많은 녹음 스튜디오와 제조 시설뿐만 아니라 강력한 유통 및 홍보 전략 센터를 활용했다. 당시 가장 잘 팔리는 포맷은 33⅓ 및 78 rpm 바이닐 음반이었다. 1973년까지 멜로디야는 연간 총 1억 9천만~2억 장의 음반을 약 1,200종 발매했으며, 연간 1백만 개의 콤팩트 카세트를 생산했고, 70개국 이상으로 생산품을 수출했다.
이 레이블의 생산품은 주로 클래식 음악, 소련 작곡가와 음악가들의 음악, 소련 연극 배우들의 공연, 그리고 어린이들을 위한 메르헨으로 구성되었다. 예를 들어, 멜로디야는 표트르 차이콥스키와 드미트리 쇼스타코비치의 작품 공연을 특히 많이 발매했다. 멜로디야는 또한 ABBA, 폴 매카트니, 보니 M., 데이브 그루신, 달리다, 아만다 레아, 그리고 본 조비의 앨범을 포함하여 서구 팝, 재즈 및 록 음반 중 가장 성공적인 작품들을 발매했다. 멜로디야는 또한 알라 푸가초바, 블라디미르 비소츠키, 불라트 오쿠자바, 소피야 로타루, 미하일 보야르스키, 발레리 레온티예프, 알렉산드르 바리킨, 블라디미르 쿠즈민과 같은 인기 있는 소련 가수들뿐만 아니라 소련 록 그룹인 오토그라프, Mashina Vremeni, 브라보 및 크루즈의 음반도 정기적으로 발매했다.

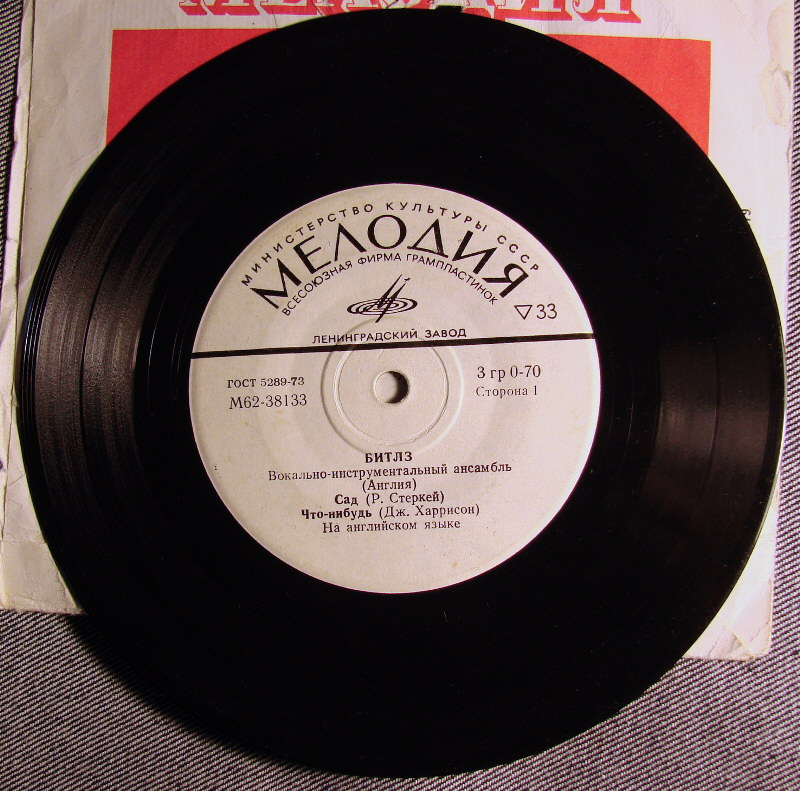
비틀즈의 소련 바이닐 싱글 앨범. 앨범 Abbey Road의 "Octopus's Garden"과 "Something

"이 수록되어 있다. B면에는 같은 앨범의 "Come Together" 한 곡만 수록되어 있었다.]]
다른 나라에서는 소련에서 수입된 멜로디야 음반이 종종 MK 레이블로 판매되었는데, 이는 메즈두나로드나야 크니가("국제 도서", 러시아어: Μеждународная Книга)의 약자였다.
1989년 4월까지 국영이었던 소련의 음반 산업은 1933년 이후의 모든 발매작에 대해 출처나 제조 장소에 관계없이 단일 번호 체계를 적용할 수 있었다. 78rpm 및 LP의 번호 시퀀스는 엄격하게 시간순이며, 이를 통해 모든 발매작은 아니지만 많은 발매작의 날짜를 카탈로그 번호만으로 알 수 있다.
2008년부터 일부 멜로디야 음반은 캐나다의 클래식 레이블인 Analekta를 통해 북미 청취자들에게 제공되었으며, 미국에서는 Entertainment One Distribution에서, 캐나다에서는 Distribution Select에서 유통되었다.
멜로디야는 현재도 아카이브 작업에 적극적으로 참여하고 있다. 2023년 현재 아카이브의 80% 이상이 디지털화되어 2,400개의 디지털 앨범이 출판되었으며, 2014년 이후 100개 이상의 바이닐 음반이 출판되었다.

## 경영진
1982년부터 2002년까지 발레리 수호라도가 총괄 이사를 역임했다.

## 주목할 만한 아티스트
수천 명의 아티스트가 멜로디야 레이블로 음반을 발매했다. 부분 목록은 멜로디야 아티스트 목록을 참조하라.

## 같이 보기
- 레코드 레이블 목록